# Allophlebia
Allophlebia é um gênero de traça pertencente à família Agonoxenidae.